# Rolls-Royce Camargue
La Rolls-Royce Camargue è un coupé a due porte che venne presentata nel marzo del 1975 dalla Rolls-Royce Motors, restata in produzione sino al 1986.

## Il contesto
La carrozzeria della Camargue, costruita a Londra nella divisione Mulliner, è il primo esempio del dopoguerra di modello non disegnato all'interno della fabbrica; la linea è dovuta a un designer italiano, Paolo Martin, a quei tempi impiegato alla Pininfarina.
La Camargue presenta una linea molto squadrata, che la distacca, stilisticamente parlando, dalle altre automobili del marchio, avvicinandola alle coupé di lusso italiane di Pininfarina. In particolare, il montante e il finestrino posteriori ricordano la Fiat 130 Coupé, pure scaturita dalla medesima matita. La larghezza dell'automobile è ulteriormente enfatizzata dai larghi fari anteriori e posteriori, e dalla calandra.
Dai primi studi del 1969 dovettero passare alcuni anni prima della presentazione definitiva avvenuta al salone dell'automobile di Ginevra del 1975; questo ritardo fu dovuto alle vicissitudini finanziarie della casa britannica che venne dapprima dichiarata fallita e poi rifondata.
Al momento del lancio la Camargue era la punta di diamante della produzione della Casa e contemporaneamente l'auto di serie più costosa al mondo, venduta a quel tempo per circa 147.000 $.
Il modello venne venduto in un numero limitato di esemplari sui mercati di Europa, Stati Uniti, Canada, Australia e Asia. Il nome deriva dalla regione meridionale della Francia, la Camargue, corrispondente al Delta del fiume Rodano.
La piattaforma meccanica su cui era basata la vettura era in comune con altri modelli della casa, le Rolls-Royce Corniche e Silver Shadow. Era anche motorizzata dallo stesso propulsore da 6,75 L V8 della Silver Shadow, solo leggermente potenziato. La trasmissione, di fabbricazione General Motors, era con cambio automatico a 3 marce.
L'automobile, molto lunga e larga pur essendo un coupé, poggia su un passo di 3.048 mm e presenta alcune soluzioni inedite all'interno della casa: è stata disegnata per esempio usando le unità di misura del sistema internazionale, e possiede la calandra inclinata (di sette gradi); naturalmente anche su questo modello campeggia in evidenza il simbolo caratteristico della Casa, lo Spirit of Ecstasy. L'automobile inoltre presentava nella dotazione di serie il climatizzatore automatico, sistema che ha necessitato di otto anni di ricerche per essere sviluppato.
Le prime 60 Camargue prodotte erano equipaggiate con carburatore SU, le rimanenti 471 da un altro della Solex. Nel 1977 vennero equipaggiate con l'impianto di sterzo derivato dalla Silver Shadow dell'epoca e nel 1979 l'aggiornamento riguardò le sospensioni derivate dalla Silver Spirit.
La produzione cessò nel 1986 e negli undici anni di produzione ne vennero assemblati 526 o 534 esemplari, di cui uno su ordine speciale, marchiato Bentley.

## Versioni speciali

### Sbarro Rolls-Royce Camargue
Nel 1980 il designer svizzero Franco Sbarro ricevette la richiesta da uno sceicco arabo per la conversione della propria Carmargue in un veicolo adatto alla caccia. La parte meccanica rimase inalterata, ma vennero eliminati gli sportelli, furono integrati pneumatici da fuoristrada, venne rimosso il tettuccio e sostituito con una capote in tela richiudibile e i finestrini anteriori furono resi abbattibili.